# 紀元前153年
紀元前153年（きげんぜん153ねん）は、ローマ暦の年である。

## 他の紀年法
- 干支 : 戊子
- 日本
  - 開化天皇5年
  - 皇紀508年
- 中国
  - 前漢 : 景帝4年
- 朝鮮
  - 檀紀2181年
- 仏滅紀元 : 392年
- ユダヤ暦 : 3608年 - 3609年

## できごと

### ローマ
- 属州のヒスパニアで反乱があり、この年の執政官は、例年の3月15日よりも前に着任した。これは、以降の年の慣例になり、結果として、1月1日はローマ年の最初の日になった。

### セレウコス朝
- ペルガモン王国のアッタロス2世及びエジプトのプトレマイオス6世がシリアのアレクサンドロス・バラスを支持すると表明したため、セレウコス朝のデメトリオス2世との関係が悪化した。バラスを見出したヘラクレイデスは、メディアで反乱を起こし紀元前160年にデメトリオス1世に処刑されたティマルコスの兄弟であった。
- アレクサンドロス・バラスが台頭してきたことで、デメトリオス1世はユダヤの守備隊を呼び戻した。ユダヤの支配を保つために、ヨナタンにユダヤの王位を与えた。ヨナタンはこれを受け入れ、エルサレムを要塞化して抵抗の拠点とし、紀元前143年にエルサレムの大司祭になった。

### ギリシャ
- シキュオンの街の大部分が地震によって破壊された。